# Naser Orić
Naser Orić (Potočari, 3 marzo 1967) è un militare bosniaco.
È un ex ufficiale militare bosniaco, che comandò le forze dell'Armata della Repubblica di Bosnia ed Erzegovina nell'enclave di Srebrenica, nella Bosnia orientale, durante il conflitto in Bosnia ed Erzegovina tra il 1992 e il 1995.

## Biografia

### Inizi in polizia
Prima dello scoppio della Guerra in Bosnia Orić era un poliziotto e guardia del corpo del presidente serbo Slobodan Milošević. Nel 1990 venne inviato in Kosovo come membro di una speciale unità della polizia del Ministero dell'Interno serbo.
Successivamente, verso la fine del 1991 Orić venne assegnato alla città di Srebrenica e divenne il capo della polizia a Potočari l'8 aprile 1992.
Il 17 aprile 1992 divenne il capo della Difesa Territoriale (TO), sempre a Potočari.
Poco tempo dopo la TO della municipalità di Srebrenica fu sotto il suo comando, da quando divenne comandante in capo dello Staff della To il 20 maggio 1992.

### Durante la guerra
Nel novembre 1992 le forze armate unite per la regione di Srebrenica furono affidate al suo comando e il 1º gennaio 1994 le unità che rispondevano a Orić presero il nome di 8º gruppo operazioni del quartier generale di Srebrenica della ABiH.
Le truppe al comando di Naser Orić sono accusate di aver incarcerato molti serbi vicino al municipio di Srebrenica, secondo i testimoni le persone detenute avrebbero subito abusi fisici e psicologici, mentre durante la guerra con le milizie serbo-bosniache le truppe avrebbero bruciato diversi villaggi abitati da serbi uccidendone gli abitanti dopo averli torturati in numero fra le mille e le tremila unità.
Orić aveva il compito di difendere la città dall'esercito serbo comandato da Ratko Mladić, i combattimenti fra i due schieramenti proseguirono anche quando Srebrenica fu dichiarata zona sicura dalle Nazioni Unite.
Nel maggio del 1995 Orić andò a Tuzla per ordine del presidente, lasciando Srebrenica in mano a soldati olandesi.

## Il Processo

### Accuse
Alla fine del conflitto Orić è stato incriminato dal Tribunale penale internazionale per l'ex-Jugoslavia per i seguenti motivi:
Crimini commessi individualmente
- distruzione immotivata di città e villaggi
- saccheggio di proprietà pubbliche e private

Crimini commessi come comandante
- omicidio
- trattamento crudele
- distruzione immotivata di città e villaggi
- saccheggio di proprietà pubbliche e private

### Svolgimento del processo
Naser Orić venne arrestato il 10 aprile 2003 e trasferito all'Aia il giorno dopo.
Nel 2006, venne condannato a 2 anni per non aver impedito, in qualità di comandante, l'uccisione di 5 civili serbo-bosniaci e la tortura di 11 prigionieri tra la fine del 1992 e l'inizio del 1993. È stato invece prosciolto da ogni altra accusa come crimini contro l'umanità o l'aver distrutto infrastrutture civili oltre le reali esigenze belliche.
Comunque, avendo già passato 3 anni nella prigione dell'Aia, alla fine del processo venne rilasciato.
Successivamente nel 2008, su richiesta del capo procuratore Carla del Ponte che riteneva la sanzione troppo leggera, si svolse il processo d'appello che si concluse con la totale assoluzione da tutte le accuse.